# Apristus pugetanus
Apristus pugetanus är en skalbaggsart som beskrevs av Thomas Casey. Apristus pugetanus ingår i släktet Apristus och familjen jordlöpare. Inga underarter finns listade i Catalogue of Life.